# Lehtosenjärvi (sjö i Mellersta Österbotten)
Lehtosenjärvi är en sjö i Finland. Den ligger i kommunen Lestijärvi i landskapet Mellersta Österbotten, i den centrala delen av landet, 400 km norr om huvudstaden Helsingfors. Lehtosenjärvi ligger 162,3 meter över havet. Arean är 3,87 kvadratkilometer och strandlinjen är 23,07 kilometer lång. Sjön  ingår i Lesti å huvudavrinningsområde. 